# Andreas Mosbacher
Andreas Mosbacher (* 14. Februar 1967 in Mainz) ist ein deutscher Rechtswissenschaftler und seit 2013 Richter am Bundesgerichtshof.

## Universitärer Werdegang
Mosbacher studierte von 1988 bis 1993 an den Universitäten Heidelberg und Köln Rechtswissenschaft und Philosophie. Anschließend war er von 1993 bis 1995 zwei Jahre lang als wissenschaftlicher Mitarbeiter von Georg Küpper am Lehrstuhl für Strafrecht und Strafprozessrecht der Universität Potsdam tätig, wo er im Jahre 1999 mit der seine beiden Studienfächer verbindenden Arbeit Strafrecht und Selbstschädigung: die Strafbarkeit „opferloser“ Delikte im Lichte der Rechtsphilosophie Kants zum Dr. jur. promoviert wurde.

## Justizlaufbahn
1998 trat Mosbacher als Richter auf Probe in den Justizdienst ein und wirkte in der Folgezeit am Amtsgericht Charlottenburg, bei der Staatsanwaltschaft Berlin und am Landgericht Berlin. Im Juni 2001 erfolgte seine Ernennung als Richter auf Lebenszeit zum Richter am Landgericht Berlin, wo er zunächst als Beisitzer einigen Zivil- und Strafkammern angehörte. Von April 2004 bis Dezember 2006 war er als wissenschaftlicher Mitarbeiter an den in Leipzig ansässigen 5. Strafsenat des Bundesgerichtshofs abgeordnet. Nach seiner Rückkehr an das Landgericht Berlin wurde ihm 2007 erst die kommissarische Leitung einer Großen Strafkammer und kurz darauf einer Wirtschaftsstrafkammer übertragen. Im Oktober 2007 wurde er zum Vorsitzenden Richter am Landgericht befördert, als welcher er verschiedene Strafkammern leitete, insbesondere eine große Wirtschaftsstrafkammer.
Im März 2012 wurde Mosbacher zum Richter am Bundesgerichtshof gewählt.
Am 2. Mai 2013 erfolgte seine Ernennung und seine Zuweisung an den 1. Strafsenat.
Zum Jahr 2017 wechselte er in den 5. Strafsenat.

## Nebentätigkeiten
Mosbacher ist Honorarprofessor für Strafrecht und Strafprozessrecht, insbesondere Wirtschaftsstrafrecht und Revisionsrecht, an der Universität Leipzig und war zudem als Lehrbeauftragter an der Universität Potsdam tätig. Des Weiteren ist er Mitherausgeber der Neuen Zeitschrift für Wirtschaftsstrafrecht (NZWiSt) und Redaktionsmitglied der Neuen Zeitschrift für Strafrecht (NStZ), publiziert in Kommentaren insbesondere zum Neben- und Wirtschaftsstrafrecht sowie in Handbüchern und Fachzeitschriften und hält regelmäßig Fachvorträge.
Mosbacher hat von Georg Küpper, seinem Doktorvater ein Lehrbuch zum Nebenstrafrecht übernommen, das 2022 im Springer Verlag erscheinen soll.

## Sonstiges öffentliches Wirken
Mosbacher gründete 2003 die Potsdamer Wilhelm von Humboldt Vereinigung zur Förderung der Rechtsphilosophie, deren Vorsitzender er seitdem ist. Als Mitglied im Arbeitskreis Corporate Compliance des Institute for European Affairs ist er Mitverfasser des Kodex zur Abgrenzung von legaler Kundenpflege und Korruption. Im Jahr 2012 gründete Mosbacher die Berliner Walter-Serner-Gesellschaft zu Ehren des 1942 von den Nationalsozialisten erschossenen Autors. Im Jahr 2016 verfasste er den Aufsatz „Wie primitive Urmenschen“ – eine späte Entschuldigung (Neue Juristische Wochenschrift 2016, S. 30 ff.), in welchem er sich im Namen des Bundesgerichtshofs für dessen in den 1950er Jahren gefällte „Zigeunerurteile“ entschuldigte.

## Veröffentlichungen
- Ignor, Alexander; Mosbacher, Andreas: Handbuch Arbeitsstrafrecht: Personalverantwortung als Strafbarkeitsrisiko, 3. Aufl., Verlag Boorberg, Stuttgart 2016, ISBN 978-3-415-05520-9
- SchwarzArbG und AÜG in: Joecks, Wolfgang; Miebach, Klaus (Hrsg.): Münchener Kommentar zum Strafgesetzbuch Band 7 Nebenstrafrecht II, Verlag C.H.Beck, München 2015, ISBN 978-3-406-60297-9
- Kapitel 12.4. Illegale Beschäftigung von Ausländern in: Achenbach, Hans (Hrsg.): Handbuch Wirtschaftsstrafrecht, 4. Aufl., Verlag C.F. Müller, Heidelberg 2015, ISBN 978-3-8114-6019-5
- §§ 95 bis 98 AufenthG in: Fritz, Roland; Vormeier, Jürgen (Hrsg.): Gemeinschaftskommentar zum Aufenthaltsgesetz, Loseblatt, Verlag Luchterhand, ISBN 978-3-472-05322-4
- 12. Abschnitt des OWiG in: Scherf, Uwe; Schmieszek, Hans-Peter; Viefhues, Wolfram (Hrsg.): Elektronischer Rechtsverkehr, Verlag C.F. Müller, Heidelberg 2006, ISBN 978-3-8114-3321-2
- Lemke, Michael; Mosbacher, Andreas: Ordnungswidrigkeitengesetz Kommentar, 2. Aufl., Verlag C.F. Müller, Heidelberg 2005, ISBN 978-3-8114-0862-3
- Mosbacher, Andreas: Strafrecht und Selbstschädigung: die Strafbarkeit „opferloser“ Delikte im Lichte der Rechtsphilosophie Kants, Dissertation, Verlag Springer, Berlin 2001, ISBN 978-3-540-41615-9